# آرگون (مجموعه تلویزیونی)
آرگون (انگلیسی: Argon؛‏ کره‌ای: 아르곤) یک مجموعه تلویزیونی محصول کره جنوبی سال ۲۰۱۷ به کارگردانی لی یون جونگ و با بازی کیم جو هیوک و چون وو هی در نقش خبرنگاران مشتاق است. این مجموعه نخستین نقش اول زن چون وو هی در مجموعه‌های تلویزیونی به‌شمار می‌رود. آرگون از ۴ تا ۲۶ سپتامبر ۲۰۱۷، روزهای دوشنبه و سه‌شنبه ساعت ۲۲:۵۰ (کی‌اس‌تی) از تی‌وی‌ان پخش شد.

## خلاصه داستان
این مجموعه داستان خبرنگاران راستگویی را روایت می‌کند که در دنیایی پر از اخبار جعلی تلاش می‌کنند تا حقایق را ارائه دهند.

## بازیگران

### اصلی
- کیم جو هیوک در نقش کیم بک جین[۷]
- چون وو هی در نقش لی یون هوا[۷]